# Drève des Augustins
 (août 2025).
Si vous disposez d'ouvrages ou d'articles de référence ou si vous connaissez des sites web de qualité traitant du thème abordé ici, merci de compléter l'article en donnant les références utiles à sa vérifiabilité et en les liant à la section « Notes et références ».
Pour les articles homonymes, voir Rue des Augustins.
La drève des Augustins est un chemin bruxellois de la commune d'Auderghem. Il prolonge la rue Égide-Charles Bouvier en Forêt de Soignes jusqu'au croisement de la Verbrandedreef et de la chaussée de Tervueren sur Tervueren.

## Historique et description
En 1359, un petit ermitage en bois fut établi en forêt de Soignes. Dix ans après, les chanoines augustins construisirent un nouveau monastère, avec son église propre. Ainsi naquit le Rouge-Cloître.
La forêt de Soignes abritait plusieurs monastères au XIVe siècle (Groenendael, Sept-Fontaines, Tervuren...), signes d'une qualité d'atmosphère propice au recueillement, à la méditation et à l'inspiration artistique. Au prieuré les chanoines augustins pratiquaient l'enluminure.
Le prieuré des Augustins de Groenendaal fut fondé en 1343 par le mystique Jan van Ruusbroec. En 1783, le prieuré fut dissous et l'église partiellement détruite. En 1795, les Autrichiens démolirent le prieuré.
C'est ainsi que ce chemin reçut le nom de cet ordre religieux.

### Origine du nom
Le nom rappelle le prieuré des Augustins de Groenendaal qui y était à proximité.